# St. Nikolai (Langhennersdorf)

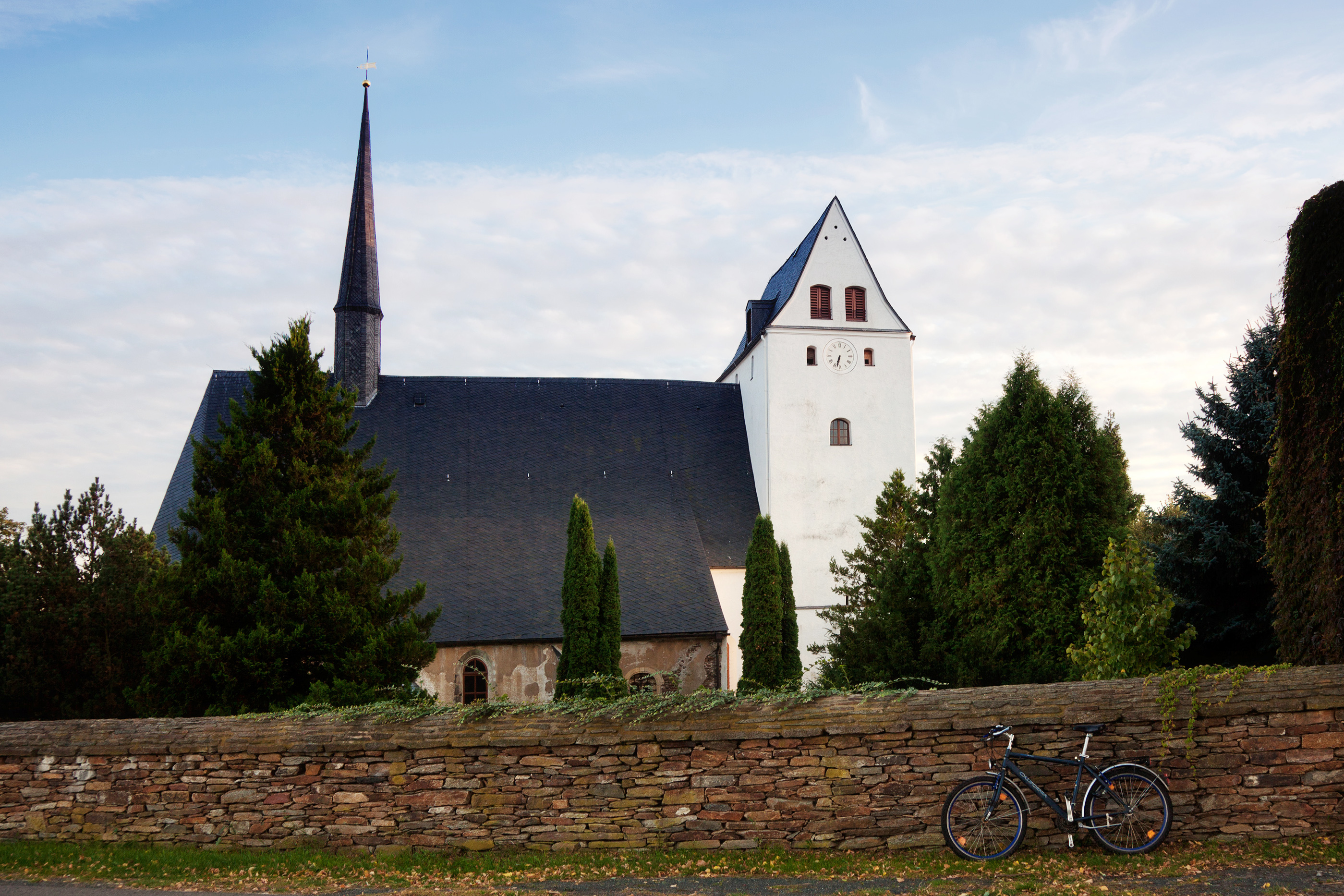
St. Nikolai (Langhennersdorf)

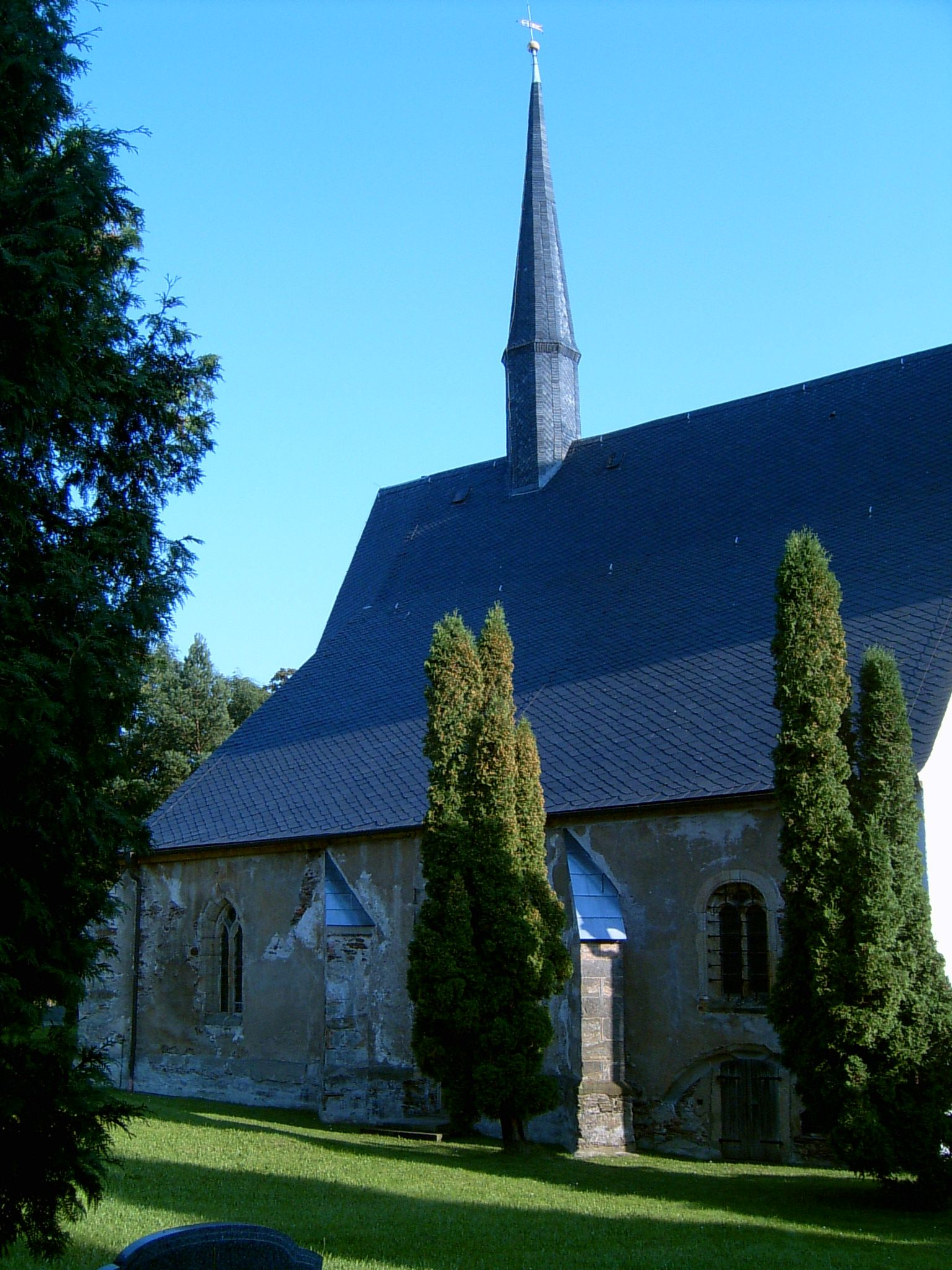
Nordseite mit Wendelinkapelle

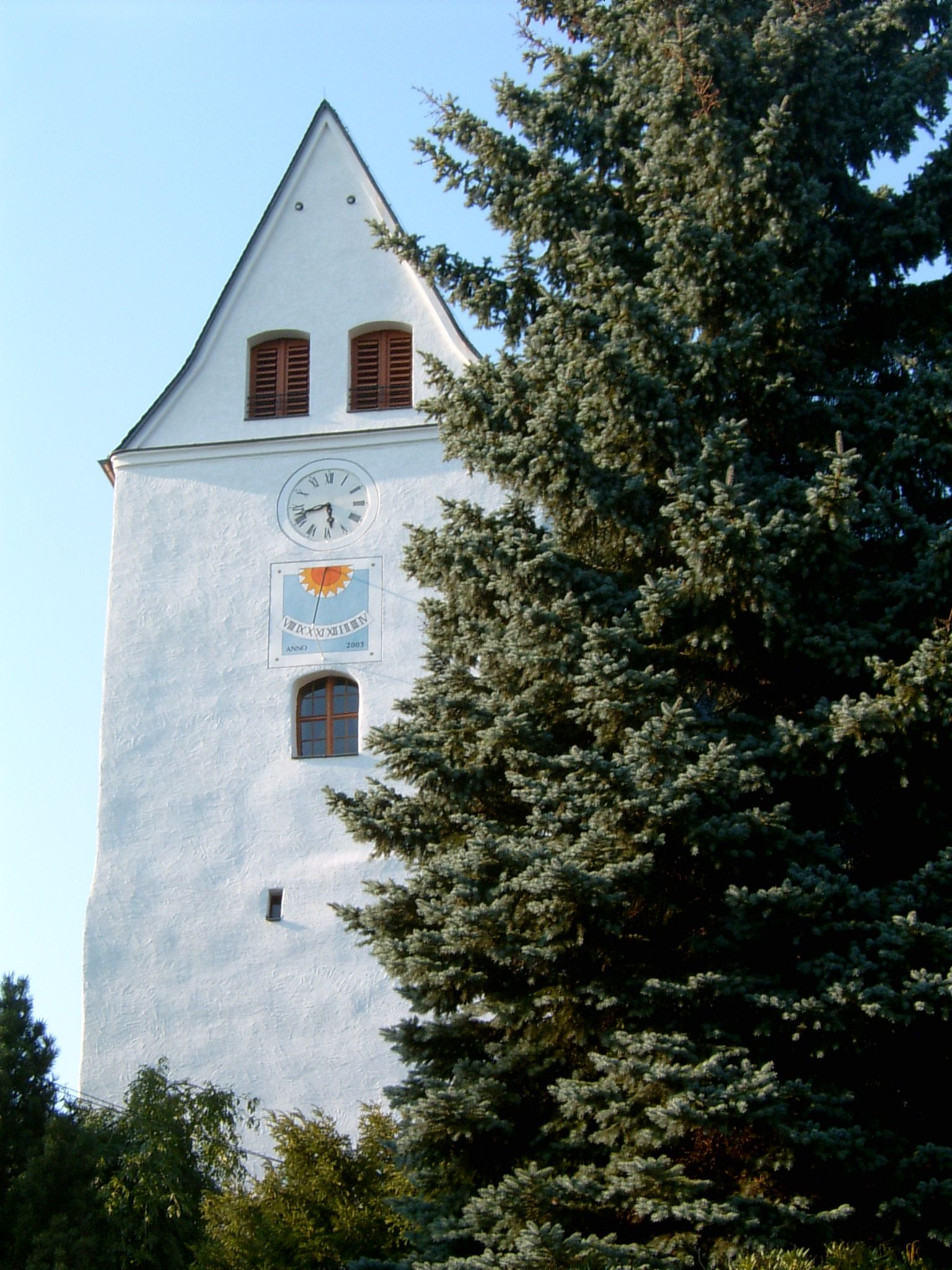
Südseite des Turms

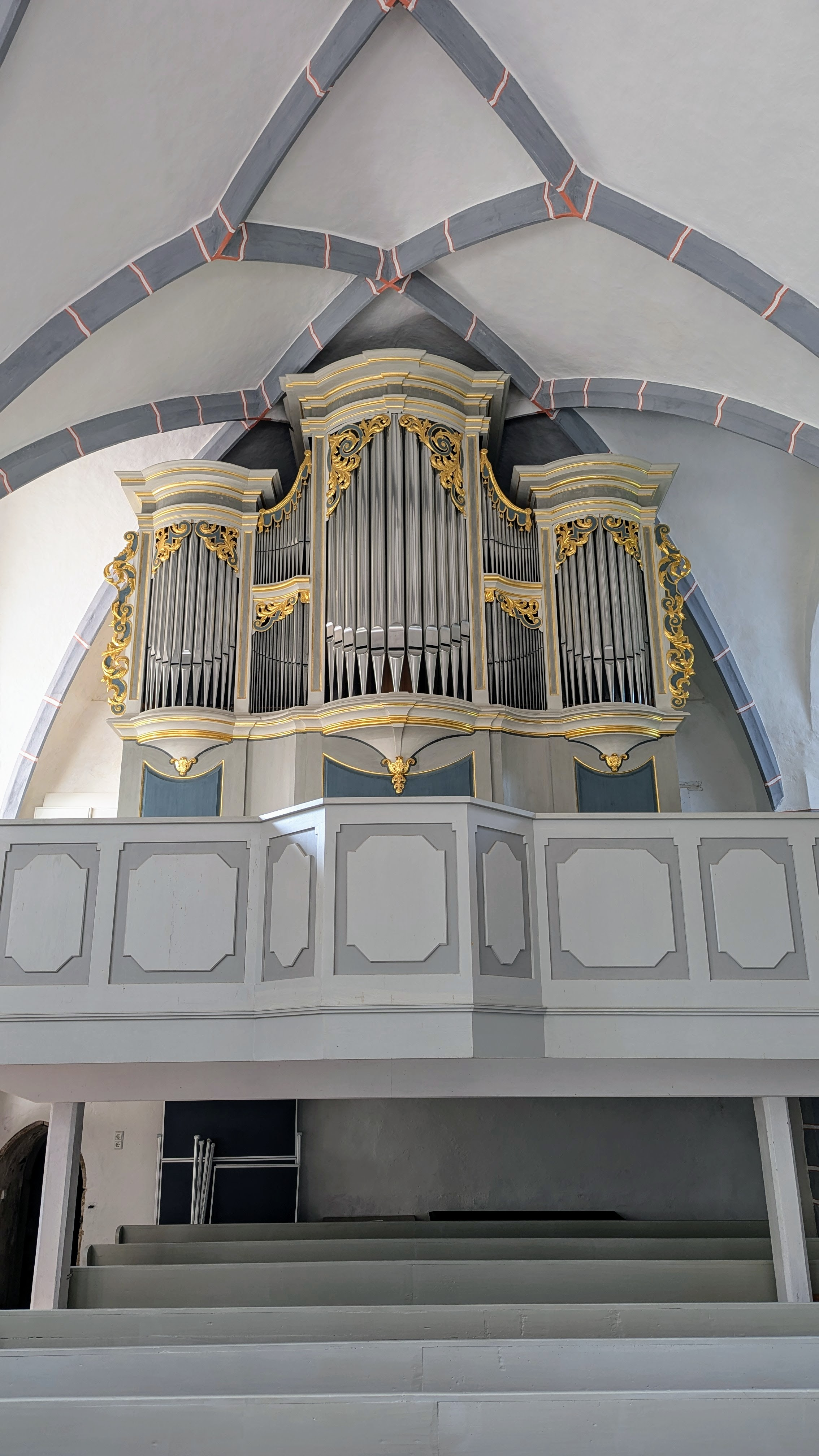
Hildebrandt-Orgel

Die evangelische Dorfkirche St. Nikolai ist eine gotische Saalkirche im Ortsteil Langhennersdorf von Oberschöna im Landkreis Mittelsachsen in Sachsen. Sie gehört zur Kirchengemeinde im Kirchspiel Langhennersdorf im Kirchenbezirk Freiberg der Evangelisch-Lutherischen Landeskirche Sachsens.

## Geschichte
Die Nikolaikirche Langhennersdorf setzt sich aus mehreren, zu verschiedenen Zeiten entstandenen, Gebäuden zusammen. Ursprünglich existierte seit dem Ende des 13. Jahrhunderts die gotische Wendelinkapelle, welche heute eines der ältesten erhaltenen Gebäude im ehemaligen Landkreis Freiberg ist. Bis zur Reformation befand sich auch eine Reliquie des Heiligen dort, die als das Wunder von Langhennersdorf bekannt wurde. Der Sage nach zweifelte der damalige Geistliche von Langhennersdorf an der Echtheit der Reliquie. Danach verwuchs bei einer Berührung seine Hand mit dem Kästchen. Erst nach vielen Bußgebeten ließ es wieder von der Hand ab.
Neben der Wendelinkapelle stand separat der spätromanische Wehrturm, während die Kapelle einen eigenen Dachreiter mit Glocke hatte. Im 15. Jahrhundert wurde der Chor gewölbt und das Südportal eingerichtet. Das Schiff wurde um 1500 erweitert und ebenfalls eingewölbt. Nach Errichtung eines Anbaus auf der Nordseite zu Beginn des 16. Jahrhunderts mit der im Schlussstein auf 1530 bezeichneten Schatzkammer wurde das Bauwerk in den Jahren 1721/1722 umgebaut, das separate Glockentürmchen wurde 1739 vom Dach der Wendelinkapelle entfernt.
Restaurierungen erfolgten in den Jahren 1910, wobei die Emporen von 1721/1722 entfernt wurden, 1977/1980 und seit 1995.

## Architektur
Die Kirche ist ein verputzter Bruchsteinbau mit Strebepfeilern und einem Fünfachtelschluss des leicht eingezogenen Chorjochs mit Dachreiter und der nördlich angebauten Wendelinkapelle mit Maßwerkfenstern. An der Westseite des querrechteckigen Turms mit Satteldach, aber ohne Zugang von außen befinden sich zwei massive Strebepfeiler. In der südlichen Vorhalle liegt das reich mit Kehlen und Birnstäben profilierte Hauptportal mit Konsolsteinen.
Das Innere wird durch das Gewölbe geprägt. Das Schiff ist mit eingezogenen kräftigen Strebepfeilern versehen, aus denen die Rippen eines Parallelrippengewölbe erwachsen. Im Chor mit wenig ausgeprägtem Chorbogen sind sternförmige Gewölbefigurationen auf zierlichen tütenartigen Konsolen ähnlich denen des Hauptportals zu finden.
Die Glasgemälde in den stichbogigen Fenstern des Chores wurden 1910 von C. Kaufmann aus Dresden geschaffen und zeigen Christus als Sämann und Christus im Weinberg.

## Nebenräume und Ausstattung
Die als Sakristei genutzte Wendelinkapelle ist mit einem kräftigen Kreuzrippengewölbe auf Ecksäulen mit Blattkapitellen und einem Adlerrelief im Schlussstein abgeschlossen. Die Kapitelle ähneln denen der Johanniskapelle von 1291 im Meißner Dom. Eine Sakramentsnische mit spitzem Schulterbogen ist eingelassen. Die Glasgemälde der Maßwerkfenster wurden ebenfalls durch C. Kaufmann 1910 geschaffen und zeigen den heiligen Wendelin und Christus als Guten Hirten.
Der westlich angrenzende Raum war vermutlich die Patronatsloge und ist ebenfalls mit Kreuzrippengewölbe abgeschlossen. Zur etwas höher gelegenen Schatzkammer mit einem darunter liegenden Raum führt eine kunstvolle Renaissance-Eisentür mit Rosettenverzierung.
Im tiefer gelegenen Erdgeschoss des Turmes liegen zwei Räume mit Tonnengewölbe und Stichkappen, der südwestliche Raum wird durch eine kleine Spitzbogenpforte vom Kirchenschiff her erschlossen.
Hauptstück der Ausstattung ist der hölzerne Säulenaltar von 1722 mit einer Kopie des Bildes Christus beim Abendmahl nach Carlo Dolci, die 1842 durch August Lincke aus Freiberg geschaffen wurde. Der große kelchartige Taufstein stammt aus dem Jahr 1560.

## Orgel
Die Orgel mit 21 Registern auf zwei Manualen und Pedal wurde 1721/1722 von Zacharias Hildebrandt, einem Schüler Gottfried Silbermanns, als dessen Meisterstück geschaffen. Die Orgel wurde 1845 verändert und im Jahr 1910 auf pneumatische Traktur mit Kegelladen umgebaut. Die Prospektpfeifen wurden im Jahr 1917 für Rüstungszwecke abgegeben. Die Pfeifen von 14 Registern sowie das Gehäuse und die Manualklaviaturen sind noch ganz oder teilweise original. In den Jahren 1989–1996 wurde der Originalzustand durch die Orgelwerkstatt Wegscheider wieder hergestellt. Die Disposition lautet:
| I Haupt Werck CD–c3 |         |     |
| Principal           | 8′      | (H) |
| Rohrflöthe          | 8′      | (H) |
| Qvintadena          | 8′      | H   |
| Praestant           | 4′      | (H) |
| Spitz-Flöthe        | 4′      | H   |
| Qvinta              | 3′      | H   |
| Octava              | 2′      | H   |
| Mixtur III          |         | H   |
| Cymbeln II          |         |     |
| Cornet III          | (ab c1) | H   |

| II Unter Werck CD–c3 |       |   |
| Gedackt              | 8′    | H |
| Rohrflöthe           | 4′    | H |
| Nasat                | 3′    | H |
| Octava               | 2′    | H |
| Waldflöthe           | 2′    | H |
| Qvinta               | 1 ⁄2′ |   |
| Sufflöth             | 1′    |   |
| Cymbeln              | II    |   |

| Pedal CD–c1  |     |  |
| Sub-Baß      | 16′ |  |
| Posaunen Baß | 16′ |  |
| Trompeta     | 8′  |  |

Nebenregister
- Tremulant
- Manualkoppel
- Baßventil im Hauptwerk

Anmerkungen
- H – Pfeifenbestand ganz oder teilweise von Hildebrandt
- Tonhöhe: etwa einen Halbton über a1 = 440 Hz
- Winddruck: 94,4 mmWS

## Geläut
Das Geläut besteht aus drei Bronzeglocken. Der eichenhölzerne Glockenstuhl wie auch die Glockenjoche wurden 2008 erneuert.
Im Folgenden eine Datenübersicht des Geläutes:
| Nr. | Gussdatum | Gießer                         | Material | Durchmesser | Masse   | Schlagton |
| --- | --------- | ------------------------------ | -------- | ----------- | ------- | --------- |
| 1   | 1777      | Glockengießerei A. S. Weinhold | Bronze   | 1290 mm     | 1340 kg | es′       |
| 2   | 1582      | Glockengießerei W. Hilliger    | Bronze   | 1090 mm     | 0776 kg | g′        |
| 3   | 15. Jh.   | Glockengießerei unbekannt      | Bronze   | 0590 mm     | 0120 kg | f″        |

## Umgebung
Zur Kirche gehört darüber hinaus ein großer Pfarrhof von 1781, bestehend aus Pfarrhaus, Kantorat, Substitutenhaus, zahlreichen Wirtschaftsgebäuden und etwa 20 ha Land. Die malerische Anlage ist von einer Bruchsteinmauer mit Torbögen umgeben. Der große Hof wird von vier Gebäuden umstellt. Das Pfarrhaus von 1779 ist mit massivem Erdgeschoss und Fachwerkobergeschoss mit Mannfiguren versehen und steht giebelständig zur Dorfstraße. Die beiden Wirtschaftsgebäude im Süden und Osten sind ebenfalls mit massivem Erd- und Fachwerkobergeschossen von 1780/81 ausgestattet und wurden 1863 umgebaut. Im Norden liegt eine Scheune. Das Kantorhaus liegt östlich des Pfarrhofes und bildet mit diesem ein Ensemble. Es ist ein zweigeschossiger, giebelständiger Bau mit verputztem Fachwerkobergeschoss aus der zweiten Hälfte des 18. Jahrhunderts.